# Římský chrám v Évoře
Římský chrám v Évoře (portugalsky Templo romano de Évora; někdy mylně označovaný i jako Dianin chrám) je antický chrám v portugalském městě Évora. Patří k historickému centru města, které bylo zařazeno na seznam světového dědictví UNESCO. Je jednou z nejvýznamnějších památek vztahujících se k římské a lusitánské civilizaci na portugalském území.

## Historie

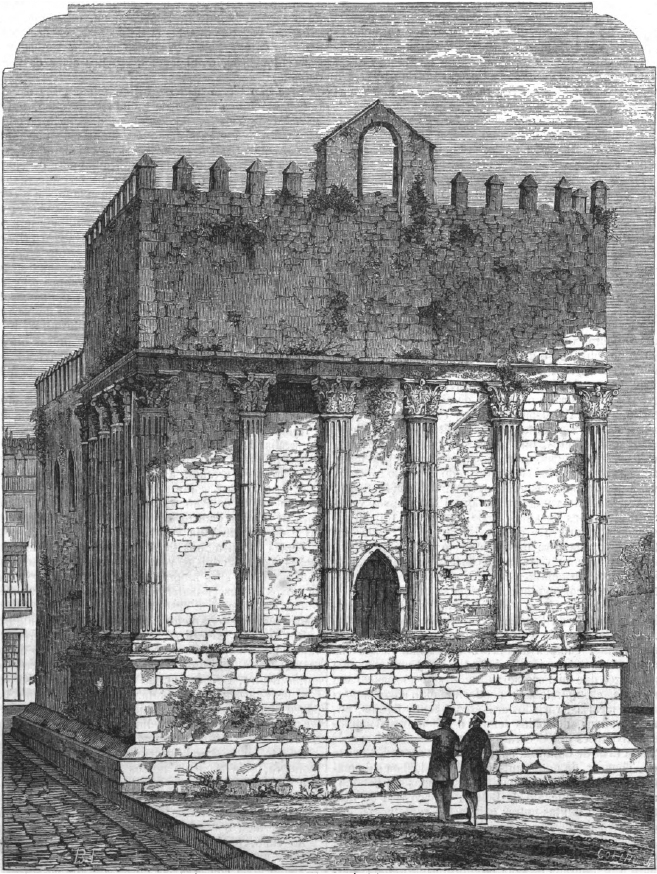
Vyobrazení z roku 1865

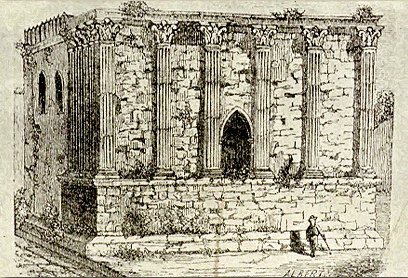
Stav roku 1870 před restaurováním Giuseppem Cinattim

Předpokládá se, že chrám byl postaven kolem prvního století našeho letopočtu na počest císaře Augusta, který byl uctíván jako bůh během své vlády i poté. Chrám byl postaven na hlavním veřejném náměstí (fóru) Évory, tehdy nazývané Liberalitas Iulia. Má se za to, že ve 2. a 3. století byl chrám součástí radikální redefinice městského centra, kdy se náboženská úcta i civilní správa začaly orientovat kolem centrálního prostoru; stavba byla v této době upravena.
Chrám byl těžce poškozen během 5. století invazí germánských kmenů.
Ve 14. století sloužil prostor chrámu jako bašta městského opevnění. Kronikář Fernão Lopes o něm napsal, že je v troskách. V roce 1467 portugalský král Alfons V. povolil Soeiru Mendesovi brát z chrámu kameny pro stavební účely a obranu. Ruiny chrámu byly ve středověku začleněny do věže opevnění Évory. Základna, sloupy a architrávy chrámu byly zapuštěny do zdí středověké stavby; prostory takto uraveného chrámu sloužily od 14. století do roku 1836 jako řeznictví; toto nové využití chrámu pomohlo zachovat jeho zbytky před úplným zničením.
Iluminace manuelského foralu (úřední listiny) z roku 1501 zobrazuje chrám jako součást obranné věže.
V 17. století se začaly objevovat zmínky o „Chrámu Diany“; jako první tak ruinu označil kněz Manuel Fialho; spojení s římskou bohyní lovu však archeologie nepotvrdila, takže jde o legendu. Jiné hypotézy říkaly, že chrám mohl být zasvěcen Diovi, římskému nejvyššímu bohu.
K první rekonstrukci chrámu došlo v roce 1789, řídil ji James Murphy. Na začátku 19. století měla stavba kolem sloupořadí stále pyramidální merlony typické pro středověké arabské stavby. V roce 1836 zde skončilo řeznictví.
V roce 1840 získal Cunha Rivara, tehdejší ředitel veřejné knihovny v Évoře od portugalské inkvizice právo zbořit budovy přistavěné k severní fasádě chrámu. Po demolici zde začal první velký archeologický výzkum v Portugalsku. Ten odhalil nádrže primitivního akvaduktu. Se zahušťováním městského prostoru však rostl tlak na památku a v roce 1863 byl částečně zbořen její strop; nádrže objevené archeology byly také částečně zničeny při rozšiřování a terénních úpravách hlavního náměstí.
V roce 1869 navrhl Augusto Filipe Simões demolici okolních středověkých staveb, aby se obnovil původní vzhled římského chrámu. O tři roky později byly pod vedením italského architekta Giuseppe Cinattiho pozůstatky středověkých staveb demolovány a byla provedena obnova chrámu v souladu s dobovým romantickým pojetím.
Od 1. června 1992 památku převzal Portugalský institut architektonického dědictví. V září 1992 pak byla vypsána veřejná soutěž na úpravu římského chrámu a oblasti kolem něj. V letech 1989 až 1994 byly dokončeny nové vykopávky v okolí chrámu konané pod dohledem německého archeologa Theodora Hauschilda.

## Architektura

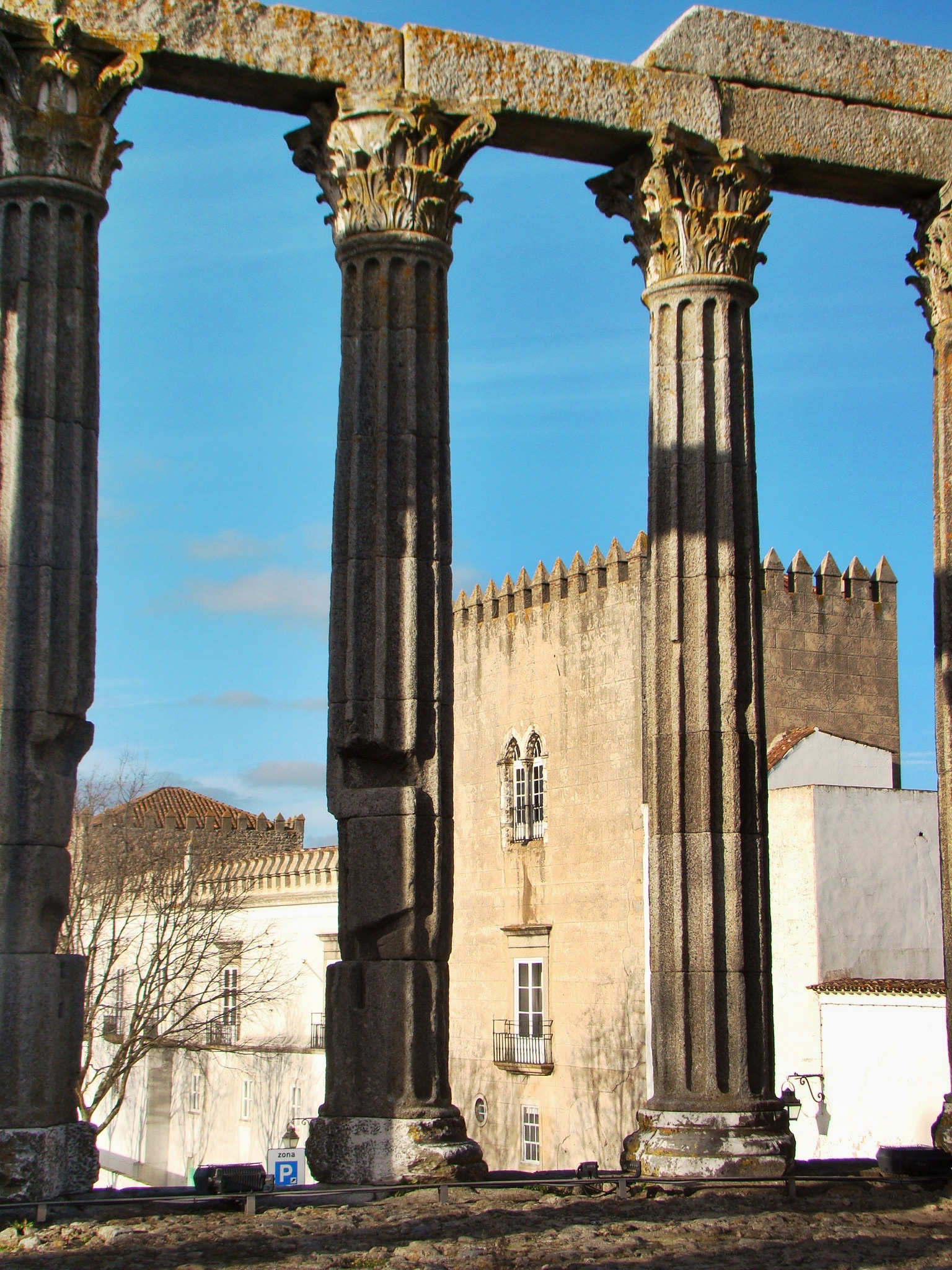
Detail chrámových sloupů a korintských hlavic

Chrám se nachází na centrálním náměstí Évory, v nejvyšším bodě městské akropole. Je obklopen budovami dříve spojenými s inkvizicí v Portugalsku: je tu katedrála, palác inkvizitorů, palác vévodů z Cadavalu, inkviziční soud a kostel a kláštera Lóios; v blízkosti je také veřejná knihovna a muzeum Évory.
Původní chrám byl pravděpodobně podobný chrámu Maison Carrée v Nîmes. Zbyla z něj celá základna (neboli pódium z pravidelných a nepravidelných žulových bloků), ruiny schodiště, neporušené sloupořadí severní fasády (sestávající ze šesti sloupů) s architrávem a vlysem, čtyři sloupy na východní straně s architrávem a vlysem a západní fasáda se třemi sloupy, architrávem a vlysem. Stavba byla orientována na jih, o čemž svědčí rozsáhlé schodiště; další Hauschildova šetření naznačují, že komplex pravděpodobně zahrnoval zrcadlový bazén a monumentální portikus. Portikus měl původně šest sloupců.
Zděná platforma je umístěna na žulovém podstavci se čtvercovými rohy a zbytky zaoblených ploch: pódium je 25 metrů dlouhé, 15 metrů široké a 3,5 metrů vysoké. Žlábkované dříky korintských sloupů, sestávající ze sedmi částí, dosahují výšky od 1,2 metru do 6,2 metru. Jsou umístěny na okrouhlých světlých mramorových podstavcích z Estremozu a zakončeny vyřezávanými hlavicem rovněž z mramoru se zdobenými abakusy s květinovými motivy (měsíčky, slunečnice a růže). Zbytek kladí je postaven z žuly. Původně tu byl zrcadlový bazén, jehož stopy byly nalezeny při vykopávkách na konci 20. století.
Mezi žulovou a mramorovou částí stavby je rovnováha a harmonie: její vzhled, přestože je považován za jednu z nejlépe zachovaných římských ruin na poloostrově, byl ve skutečnosti obnoven v romantickém stylu Giuseppem Cinattim podle tehdy populárního pojetí.